# Moussa Wagué
Moussa Wagué (Bignona, 4 de outubro de 1998) é um futebolista senegalês que atua como lateral-direito. Atualmente, joga pelo Panserraikos.
Em 2018, ele se tornou o atleta africano mais jovem a marcar um gol em Copa do Mundo FIFA com 19 anos e 236 dias de idade.

## Carreira
Foi convocado para defender a Seleção Senegalesa de Futebol na Copa do Mundo de 2018.

## Títulos
Barcelona
- Campeonato Espanhol: 2018–19